# The Girls in the Overalls
The Girls in the Overalls je americký němý film z roku 1902. Režisérem je Harry Buckwalter (1867–1930). Film měl premiéru v listopadu 1902.

## Děj
Sedm sester vykonává na farmě „mužské práce“, aby spolu s bratrem splatili půjčku na svůj rodinný majetek.